# Első Emelet
Első Emelet (węg. Pierwsze piętro) – węgierska popowa grupa muzyczna, założona w Budapeszcie w 1982 roku przez byłych członków zespołów Solaris i Lobogó.

## Obecny skład zespołu
- Gábor Berkes – instrumenty klawiszowe, wokal
- Csaba Bogdán – gitara, instrumenty klawiszowe, wokal
- Béla Patkó – wokal
- Gábor Kisszabó – gitara basowa, gitara, wokal
- Gábor Szentmihályi – perkusja
- Zsolt Hastó – perkusja
- István Tereh – wokal, perkusja
- Tamás Kelemen – gitara

## Albumy
- Első Emelet 1 (1984), wydany na LP, MC, CD
- Első Emelet 2 (1985), wydany na LP, MC, CD
- Első Emelet 3 (1986), wydany na LP, MC, CD
- Első Emelet 4 (1987), wydany na LP, MC, CD
- Naplemez (1988), wydany na LP, MC, CD
- Turné '88 (1988), wydany na LP, MC
- Vadkelet (1989), wydany na LP, MC, CD
- Kis generáció (1990), wydany na LP, MC
- Best of (1997), wydany na CD
- Első Emelet Best of 1 (2007), wydany na DVD
- Első Emelet Best of 2 Live (2009), wydany na DVD
- Megyek a szívem után (2010), wydany na CD

## Angielskie dema
W 2016 roku Hungaroton wraz z innymi albumami, w niektórych serwisach streamingowych wydał trzy prawdopodobnie nigdy niepublikowane angielskie dema zespołu.
Wydane zostały:
- The End Of The World (Önarckép, Első Emelet 1), Oznaczony jako wydany 28 listopada 1984 roku[1];
- Need You More (Óvatosan lépkedj, Első Emelet 1), Oznaczony jako wydany 28 listopada 1984 roku[2];
- Strangers (Idegenek a városban, Első Emelet 2), Oznaczony jako wydany 30 listopada 1985 roku[3].

Utwory są dostępne jedynie w YouTube Music i Apple Music.